# Jean-Baptiste Moens
 Der er for få eller ingen kildehenvisninger i denne artikel, hvilket er et problem. Du kan hjælpe ved at angive troværdige kilder til de påstande, som fremføres i artiklen.

Jean-Baptiste Philippe Constant Moens (født 27. maj 1833 i Tournai, Belgien, død 28. april 1908 i Ixelles) var en belgisk filatelist som betragtes som verdens første forhandler af frimærker til frimærkesamlere.

## Ungdom
Jean-Baptiste Moens var søn af Colette Blangenois og Phillipe Moens (soldat). Han blev født den 27. maj 1833 i Tournai, Belgien.
Fra barnsben begyndte han at samle på de frimærker, der var på familiens post.[kilde mangler]
Han begyndte meget tidligt at købe og sælge mønter. I 1853, hvor han var 19 år gammel, åbnede han en kombineret boghandel og antikvariat i Galerie Borthier (en overdækket forretningsarkade i Bruxelles), hvor han også købte og solgte af frimærker og mønter.

## Frimærkehandler
Han var også bogtrykker, udgiver og boghandler.